# Орохена
Орохена (фр. Mont Orohena) — найвища гора Французької Полінезії, заввишки 2241 м над рівнем моря. Знаходиться на острові Таїті, що в центральній частині Тихого океану, південніше екватора.

## Географія

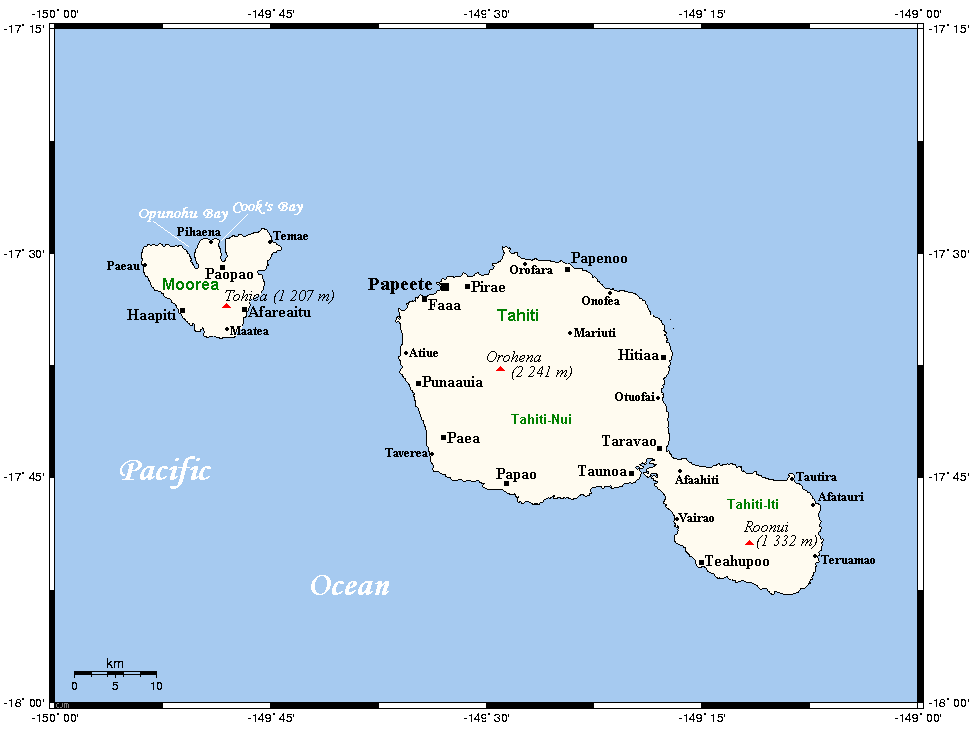
Гора Орохена на острові Таїті

Орогена — вершина стародавнього вулкану, що утворює західну частину острова Таїті — Таїті-Нуї («Великий Таїті»). Адміністративно гора лежить на кордоні муніципалітетів Папара, Пунаауія та Папену.